# Курляндский котёл
Курля́ндский котёл, или Курляндская крепость, или Блока́да Курляндской группировки) — окружение и блокирование группировки вермахта (остатки группы армий «Север») осенью 1944 года в западной части Латвии  (исторически известная как Курляндия) по линии Тукумс — Лиепая войсками 1-го и 2-го Прибалтийских фронтов. Это окружение не являлось «котлом» в полной мере — немецкая группировка не была блокирована с моря и имела достаточно свободное сообщение с основными силами Вермахта.
Вплоть до капитуляции Германии 8 мая 1945 года велись ожесточённые бои (некоторые населенные пункты переходили из рук в руки по несколько раз) с целью ликвидации «котла», но продвинуть линию фронта удалось лишь на несколько километров вглубь. Отдельные боевые действия прекратились только после 23 мая 1945 года (когда было арестовано последнее немецкое правительство во Фленсбурге), намного позже официальной капитуляции Германии.

## Образование Курляндского котла
Первую попытку заблокировать группу армий Север в Курляндии советские войска 1-го Прибалтийского фронта предприняли летом 1944 года в ходе Шяуляйской операции, когда 27 июля был взят Шяуляй, а 31 июля — Елгава.
Вторая попытка была предпринята осенью 1944 года, когда в ходе Мемельской операции 10 октября 1944 года части советской 51-й армии вышли к Балтийскому морю севернее Паланги (Клайпедский уезд, Литва). Таким образом, немецкая группа армий «Север» (16-я и 18-я армии) была окончательно отрезана от группы армий «Центр».
В этот же день четыре советские армии (1-я ударная, 61-я, 67-я, 10-я гвардейская) попытались с ходу взять Ригу. Однако немецкая 16-я армия оказала ожесточённое сопротивление, уступив восточную часть Риги 13 октября, а западную — 15 октября.
Площадь Курляндского котла составляла 15 тысяч км². Через порты Лиепая и Вентспилс осуществлялась коммуникация с остальной Германией. Армейская группировка немцев держалась в районе 250 тыс. солдат и офицеров, разделенных на две армии. Общее командование курляндской группировкой осуществлял Карл Август Гильперт. С точки зрения немецкого командования Курляндский котел представлял собой плацдарм.
Линия соприкосновения советско-германских войск (с 18 октября 1944 года) проходила по черте Тукумс-Лиепая и составляла 400 км.

## Попытки ликвидации котла

с. Бунка. Одно из мест капитуляции германской армии

Известно о пяти серьёзных попытках наступления советских войск с целью ликвидации Курляндской группировки, все они оказались неудачными.
Первая попытка пробить линию обороны немцев была предпринята с 16 по 19 октября 1944 года, когда сразу после создания «котла» и взятия Риги Ставка Верховного Главнокомандования приказала 1-му и 2-му Прибалтийским фронтам немедленно ликвидировать Курляндскую группировку немецких войск. Успешнее других советских армий действовала 1-я ударная армия, наступавшая на побережье Рижского залива. 18 октября она форсировала реку Лиелупе и овладела населённым пунктом Кемери, но на следующий день была остановлена немцами на подступах к Тукумсу. Остальные советские армии продвинуться не смогли из-за яростного сопротивления немцев, переходивших в контратаки.

Вторая битва за Курляндию проходила с 27 по 31 октября 1944 года. Армии двух Прибалтийских фронтов вели бои на рубеже Кемери — Гардене — Лецкава — южнее Лиепая. Попытки советских армий (6 общевойсковых и 1 танковая армии) прорвать немецкую оборону принесли лишь тактические успехи. К 1 ноября наступил кризис: большая часть личного состава и наступательной техники вышла из строя, боеприпасы были израсходованы.

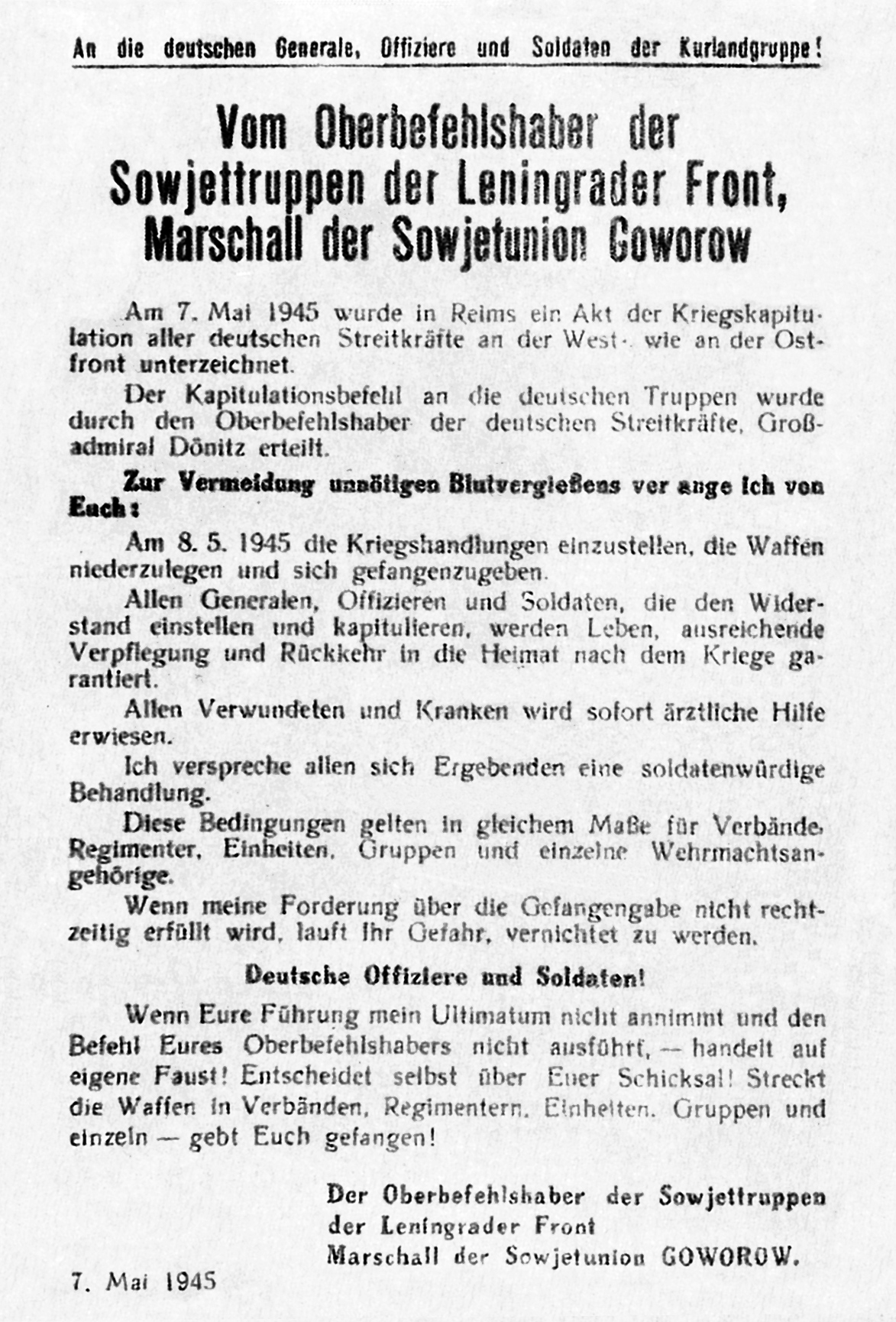
Советский ультиматум

Третья попытка пробить линию фронта была предпринята с 21 по 25 декабря 1944 года. Острие удара советских войск приходилось на город Лиепаю. По сообщениям немецкой стороны, советская сторона в январе в Курляндии потеряла до 40 тыс. солдат и 541 танк.
Четвёртая попытка пробить линию фронта была предпринята с 23 января по 30 января 1945 года.
1-й Прибалтийский фронт силами 6-й гвардейской и 51-й армий начал наступательную операцию, целью которой было перерезать железнодорожные линии Приекуле-Лиепая и Елгава- Лиепая, являвшиеся основными коммуникациями южно-лиепайской группировки, не допуская её отхода в порт Лиепая. Однако ликвидировать приекульскую и скуодасскую группировки противника и перерезать железнодорожные линии не удалось. К исходу месяца войска фронта прекратили наступление и приступили к закреплению позиций на достигнутых рубежах.
Пятая битва за Курляндию (Приекульская операция) (20 февраля — 28 февраля 1945 года).
 Наступательная операция 2-го Прибалтийского фронта ставила своей задачей наступать на Приекуле, разбить вражескую группировку и овладеть рубежом реки Бартува. В дальнейшем предполагалось развить наступление и захватить Лиепаю, с тем чтобы лишить противника возможности использовать лиепайский порт. 16 февраля 1-й ударной армией и частью сил 22-й армии был нанесён вспомогательный удар на правом крыле фронта. 20 февраля в наступление перешла главная группировка фронта (6-я гвардейская армия и часть сил 51-й армии) После сильной артиллерийской подготовки и нанесения бомбовых ударов фронтовой авиацией, была прорвана линия фронта в районе Приекуле частями 6-й гвардейской и 51-й армиями, которым противостояли 11-я, 12-я 121-я и 126-я пехотные дивизии германской 18-й армии. В первый день прорыва удалось пройти с тяжелейшими боями не более 2-3 км. Утром 21 февраля правофланговыми частями 51-й армии был занят Приекуле, продвижение советских войск составило не более 2-х км. Основу обороны противника составляли танки, врытые в землю по башню. По воспоминаниям генерала М. И. Казакова, разбить вражеские танки могли только бомбовыми ударами и крупнокалиберными орудиями, боеприпасов к которым катастрофически не хватало. Сопротивление противника нарастало, в бой вводились свежие дивизии второго и третьего эшелона, в том числе «курляндская пожарная команда» — 14-я танковая дивизия, потрёпанную 126-ю пехотную дивизию 24 февраля сменила 132-я пехотная дивизия и германским войскам удалось остановить продвижение советских войск. 28 февраля 1945 года операция была прервана.

Вечером 28 февраля соединения 6-й гвардейской и 51-й армий, усиленные 19-м танковым корпусом, расширили прорыв в обороне противника до 25 километров и, продвинувшись в глубину на 9-12 километров, вышли к реке Вартава. Ближайшая задача армиями была выполнена. Но развить тактический успех в оперативный и прорваться к Лиепае, до которой оставалось около 30 километров, сил не было.
Шестая битва за Курляндию проходила с 17 по 28 марта 1945 года.

К югу от города Салдус утром 17 марта советскими войсками была предпринята последняя попытка прорвать линию обороны немцев. К утру 18 марта продвижение войск происходило двумя уступами, вглубь обороны противника. Несмотря на то, что некоторые подразделения добились значительного успеха, часть из них затем была отведена назад. Это произошло из-за начала их окружения противником, как это случилось с 8-й и 29-й гвардейскими стрелковыми дивизиями в районе населённого пункта Дзени. 25 марта 8-я (Панфиловская) дивизия была взята в кольцо окружения противником, затем в течение двух дней вела тяжелейшие бои. Лишь 28 марта советское соединение, прорвав кольцо окружения, вышло к своим частям.
1 апреля 1945 г. из расформированного 2-го Прибалтийского фронта в состав Ленинградского фронта передана часть войск (в том числе 6-я гвардейская армия, 10-я гвардейская армия, 15-я воздушная армия) и на него была возложена задача по продолжению блокады курляндской группировки войск противника.
10 мая, уже после капитуляции Германии, была принята очередная попытка сломать оборону Курляндии, после чего были заняты несколько населённых пунктов, и некоторые немецкие части начали сдаваться в плен.
Список частей, принимавших участие в боях: (1-я и 4-я ударные, 6-я и 10-я гвардейские, 22-я, 42-я, 51-я армии, 15-я воздушная армия — всего 429 тыс. человек). Курляндская группировка немцев составляла менее 30 дивизий неполного состава, всего около 230 тыс. человек к моменту капитуляции Германии.

## Партизанское движение в Курляндском котле

Памятник погибшим жителям села Злекас, 2012 г.

После образования Курляндского котла германские войска столкнулись с достаточно сильным партизанским сопротивлением. В труднопроходимых лесных массивах действовали небольшие мобильные вооружённые отряды, состоящие из заброшенных в тыл советских военных, бывших военнослужащих РККА, бежавших из немецкого плена и местного населения, сочувствующего советской власти.
Другую их часть составили дезертиры из вспомогательных частей Вермахта и Латышского легиона СС. Советский разведчик Карлис Янович Мачиньш, заброшенный советским командованием в центр котла, сумел собрать и объединить разрозненные группы в один отряд, получивший название «Саркана булта» (Красная стрела). Командиром отряда, численность которого колебалась в пределах 250—300 бойцов, был назначен бывший немецкий полицейский из Даугавпилса — Владимир Семёнов, а после его смерти — Виктор Столбов. Через некоторое время отряд пополнился легионерами из группы генерала Курелиса.
Успешные действия партизан спровоцировали немцев на репрессии по отношению к части мирного населения. Так, по обвинению в сотрудничестве с партизанами в местечке Злекас карателями были расстреляны 160 мирных жителей. Партизаны успешно совершали диверсии против немцев, передавали разведывательные данные для наводки советских бомбардировщиков на военные цели.

## Движение за восстановление независимости Латвии

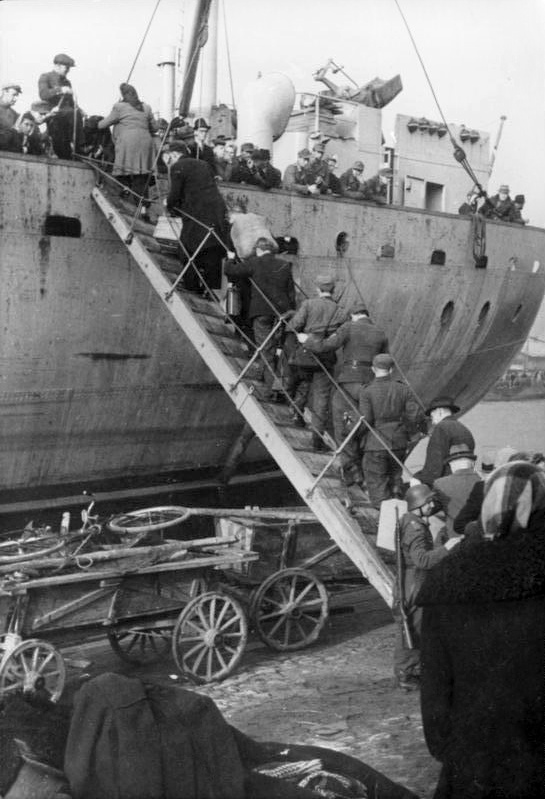
Эвакуация из Вентспилса.
19 октября 1944 г.

Часть жителей Латвии противостояла как советской, так и немецкой оккупации и стремились к восстановлению независимости своей страны. Для этого 13 августа 1943 года в подполье представителями крупнейших довоенных политических партий Латвии был создан Латвийский Центральный Совет. 17 марта 1944 года 189 латвийских политических лидеров и общественных деятелей подписали «Меморандум Латвийского Центрального Совета», в котором было заявлено о необходимости незамедлительного восстановления фактической независимости Латвийской Республики и создания латвийского правительства. Несмотря на гонения Гестапо, с 10 марта 1944 г. в Елгаве начала выходить газета ЛЦС — «Новая Латвия» («Jaunā Latvija»).
8 сентября 1944 года на заседании Латвийского Центрального Совета в Риге приняли «Декларацию о восстановлении независимой Латвийской республики».
С наступлением советских войск развернулась деятельность в Курземе. Генерал Курелис возглавил военную комиссию ЛЦС и установил связь со Швецией. Также 10 мая 1945 года с немецким командованием велись переговоры о восстановлении независимости в Курляндии. Активистам движения на рыбацких лодках за это время удалось переправить с курземского берега на остров Готланд более 3500 беженцев.
Курелис попытался организовать независимое от немцев вооружённое формирование. По итогу нацисты отправили не оказавший сопротивления личный состав в концлагерь Штуттгоф. Вооружённое сопротивление оказал один батальон этого формирования, возглавляемый легионером СС Робертом Рубенисом.
Послевоенным репрессиям НКГБ подверглись и активисты ЛЦС, не оказывавшие сопротивления советской власти. Их судили с формулировкой «сторонник восстановления буржуазного строя при поддержке империалистических государств», и они получили различные сроки заключения.

## Участие немецких антифашистов
В Курляндию РККА направлялись Боевые группы (нем. Kampfgruppen) немецких антифашистов Национального комитета «Свободная Германия» (НКСГ), сформированных из политически переобученных немецких военнопленных в СССР. В декабре 1943 года — 1944 году они выступали пропагандистскими и диверсионно-разведывательными группами, в 1945 году из добровольцев НКСГ стали создавать специальные роты не более 100 человек, участвовавшие, например, в осаде Бреслау и Восточно-Прусской операции. Боевые действия не были основной задач этих вооружённых формирований: они направлялись для разведки, разоружения нацистских войск и взятия немецких военнослужащих в плен и пропаганды своей организации. Тем не менее, эти формирования были вооружены и вели и боевые действия. Историк ГДР Вилли Вольф утверждает, что в Курляндский котёл было заброшено «особенно большое количество групп», но приводит только три примера.
1 января 1945 года без потерь обратно вернулась разведывательно-пропагандистская группа из района Лиепая — Скрунда — Салдус.
Одна из таких вооружённых групп для разведки и пропаганды, составлявшая 16 человек, была заброшена парашютами 16 февраля 1945 года в районе Тукумса, но приземлилась в район сосредоточения немецкой части. Так как они говорили по-немецки, меры по их задержанию не были предприняты сразу. На рассвете при попытке выйти из района группа была окружена на одной из близлежащих крестьянских усадеб СС; произошёл бой между СС и группой НКСГ и сопровождавшими последних капитаном Бочкарёвым, медсестрой и двумя советскими радистами, продолжавшийся до тех пор, пока группа и сопровождавшие их не были убиты или ранены; два выживших члена группы были доставлены в военную тюрьму в Лиепае, один был казнён 8 мая 1945 года, а другой, смешавшись с уголовниками, избежал казни и вернулся в НКСГ.
В ночь на 5 мая в 50 километрах от Лиепаи была заброшена разведывательная группа. Это было замечено вермахтом, и подразделения заблокировали район. Через два дня группа прорвалась из окружения, воспользовавшись болотистой местностью, и добралась до Лиепаи, где узнали о капитуляции Третьего Рейха.

## Капитуляция

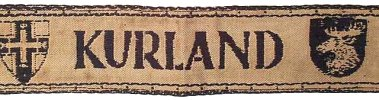
Нашивка 563-й дивизии, состоявшей в группе армий «Курляндия»

Ожесточённые бои шли, с небольшими перерывами, до 9 мая 1945 г., когда стало известно о капитуляции Германии. Ни на одном участке фронта от Тукумса до Лиепаи советским войскам не удалось продвинуться больше, чем на несколько километров. Лиепая была занята советскими войсками только 9 мая 1945 года.
10 мая 1945 года, узнав о капитуляции Германии, капитулировала и Курляндская группировка во главе с генералом Гильпертом (70 тысяч человек). Накануне 9 мая большая группировка солдат (до 20 тысяч) морем эвакуировалась в Швецию. Только 10 мая советские войска вошли в города Валдемарпилс, Вентспилс, Гробиня, Пилтене. Первая статья о Курляндии в советской прессе появилась 12 мая.
Многочисленные группы немцев попытались скрыться, некоторые из них даже пытались прорваться в Восточную Пруссию. Например, 22 мая 1945 года 300 солдат в эсэсовской форме, строем под знаменем 6-го армейского корпуса СС, во главе с командиром корпуса — обергруппенфюрером СС Вальтером Крюгером — пытались достичь Восточной Пруссии. Отряд был настигнут красноармейцами и уничтожен. Вальтер Крюгер застрелился. Разрозненные части оказывали сопротивление советским войскам в Курляндском котле до июля. Последний катер с беженцами отплыл на шведский остров Готланд 30 октября 1945 года.
Всего капитулировали (сдались в плен) 42 генерала, 8038 офицеров, 181032 унтер-офицеров и солдат. Кроме того, в плен попали 14 тысяч латышских добровольцев, служивших в частях СС и в качестве хиви в Вермахте.
Потери советских войск в боях в Курляндии с 16 февраля по 9 мая 1945 составили 30,5 тысяч убитыми и 130 тысяч ранеными.